# Veronella
Veronella – miejscowość i gmina we Włoszech, w regionie Wenecja Euganejska, w prowincji Werona.
Według danych na rok 2004 gminę zamieszkiwało 3701 osób, 185,1 os./km².
W miejscowości znajduje się duży zakład produkcyjny FIAMM S.p.A.